# Bezirksgericht Zwickau
Das Bezirksgericht Zwickau war von 1855 bis 1879 ein Gericht im Königreich Sachsen mit Sitz in Zwickau.

## Geschichte
Mit dem Gesetz, die künftige Einrichtung der Behörden erster Instanz für Rechtspflege und Verwaltung betreffend vom 11. August 1855 wurden die Eingangsgerichte neu geordnet. Die Patrimonialgerichte wurden endgültig aufgelöst, Verwaltung und Rechtsprechung getrennt. Die Details der Verwaltungsreform regelten das sächsische Gerichtsverfassungsgesetz vom 11. August 1855 und die Verordnung über die Bildung der Gerichtsbezirke vom 2. September 1856.
Eingangsgerichte waren nur die Gerichtsämter und Bezirksgerichte. Als mittlere Instanz wurden vier Appellationsgerichte eingerichtet. Oberste Instanz war das Oberappellationsgericht Dresden.
Das Bezirksgericht Zwickau war dem Appellationsgericht Zwickau nachgeordnet. Das Bezirksgericht war Gerichtsamt für die Stadt Zwickau. Daneben waren ihm folgende Gerichtsämter nachgelagert: Gerichtsamt Zwickau, Gerichtsamt Wildenfels, Gerichtsamt Kirchberg, Gerichtsamt Werdau, Gerichtsamt Crimmitschau, Gerichtsamt Remse, Gerichtsamt Reichenbach und Gerichtsamt Lengenfeld.
1873 wurde das Bezirksgericht Eibenstock aufgehoben und dessen Gerichtsämter Gerichtsamt Eibenstock, Gerichtsamt Schneeberg, Gerichtsamt Schwarzenberg, Gerichtsamt Johanngeorgenstadt und Gerichtsamt Auerbach dem Bezirksgericht Zwickau zugeordnet.
1879 wurden das Bezirksgericht Zwickau und seine Gerichtsämter aufgehoben. An deren Stelle wurden Amtsgerichte gebildet. Dies waren Amtsgericht Zwickau, Amtsgericht Wildenfels, Amtsgericht Kirchberg, Amtsgericht Werdau, Amtsgericht Crimmitschau, Amtsgericht Reichenbach (Vogtland), Amtsgericht Eibenstock, Amtsgericht Schneeberg, Amtsgericht Schwarzenberg, Amtsgericht Johanngeorgenstadt, Amtsgericht Auerbach und Amtsgericht Lengenfeld.